# Elizabeth Subercaseaux
Elizabeth Subercaseaux Sommerhoff (* 1945 in Santiago de Chile) ist eine chilenische Schriftstellerin und Journalistin.

## Leben
Elizabeth Subercaseaux ist die Tochter der Künstlerin, Malerin und Bildhauerin Gerda Sommerhoff, die wiederum eine Urenkelin von Clara und Robert Schumann ist. Als sie 11 Jahre alt war, verstarb ihr Vater im Alter von 42 Jahren. Nach dem Abitur 1967 zog sie nach Spanien, wo sie als Journalistin arbeitete, unter anderem bei der Madrider Zeitung Nuevo Diario. Dort lernte sie auch ihren späteren Ehemann  kennen. Beiden hatten drei gemeinsame Kinder und lebten sieben Jahre zusammen, bevor sie wieder nach Chile zurückkehrte. Während der Diktatur von Augusto Pinochet arbeitete sie als Journalistin für die Kinder- und Jugendzeitschrift El Peque, unterrichtete Journalismus an der Universidad de Chile und arbeitete als Interviewerin. Seit 1990 lebt sie in den Vereinigten Staaten mit ihrem zweiten Ehemann, dem Literaturkritiker und Übersetzer John J. Hassett.
Mit der Kurzgeschichtensammlung Silendra debütierte Subercaseaux 1986 als Schriftstellerin. In ihrer Heimat ist sie eine Bestsellerautorin. Ihre Werke wurden bisher in mehrere Sprachen übersetzt, darunter Koreanisch, Französisch, Italienisch und Niederländisch. In deutscher Sprache sind mit Eine Woche im Oktober (2008), Eine fast perfekte Affäre (2010) und Die Geliebten (2011) bisher drei Werke im Pendo Verlag erschienen.

## Werke
Journalismus
- 1983: Los generales del régimen, (mit Malú Sierra und Raquel Correa Prats)
- 1986: Del lado de acá
- 1989: Ego sum Pinochet (mit Raquel Correa Prats)
- 1994: La comezón de ser mujer
- 1995: Las diez cosas que una mujer en Chile no debe hacer jamás
- 1998: Eva en el mundo de los jaguares
- 1998: Gabriel Valdés, señales de historia
- 2001: Mi querido papá
- 2003: Las diez cosas que un hombre en Chile debe hacer de todas maneras
- 2006: Michelle (mit Malú Sierra)
- 2007: Evo: despertar indígena (mit Malú Sierra)

Romane
- 1986: Silendra
- 1988: El canto de la raíz lejana
- 1991: El general azul
- 1997: Matrimonio a la chilena
- 1999: Una semana de octubre
  - Eine Woche im Oktober, Pendo Verlag (2008), 200 Seiten, ISBN 978-3-86612-154-6
- 2000: La rebelión de las nanas
- 2001: Un hombre en la vereda
- 2005: Reporteras
- 2007: Asesinato en La Moneda
- 2007: Asesinato en Zapallar
- 2009: Vendo casa en el barrio alto
- 2010: Un affaire casi perfecto
  - Eine fast perfekte Affäre, Pendo Verlag (2010), 222 Seiten, ISBN 978-3-86612-195-9
- 2010: Las confidentes
  - Die Geliebten, Pendo Verlag (2011), 269 Seiten, ISBN 978-3-86612-271-0
- 2011: Compro Lago Caburga
- 2012: La última noche que soñé con Julia
- 2013: Clínica Jardín del Este